# Jonson & Pipen
Jonson & Pipen är en svensk komediserie som började produceras 2005. Manus och regi av Per Simonsson. Mellan 2006-2013 visades fem säsonger på TV4 i totalt 75 avsnitt.

## Handling
Serien handlar om de två bröderna Jonson (Stefan Roos) och Pipen (Mikael Riesebeck), två mer eller mindre misslyckade individer i olika tidsperioder som ofta längtar efter något bättre i livet. Drivkraften hos Jonson att förbättra deras liv tar ut dem på äventyr, vilka oftast går i stöpet på grund av deras inkompetens. Jonson blir också kär i den vackra Jessie/Jessika, vilket ofta medför hinder för deras bravader.

## Rollista
- Stefan Roos - Jonson / Tjuröga (Säsong 1) / Greve Igor (Säsong 2) / Igor the Cyborg (Säsong 4)
- Mikael Riesebeck - Pipen / Kalle-Harry (Säsong 1) / Oxenstierna (Säsong 2) / Holger Helgesson, Statsministern (Säsong 4)
- Katarina Cohen - Jessie / Jessika
- Sten Elfström - Varg-Verner (Säsong 1)
- Laila Westersund - Häxan (Säsong 2)
- Tobias G Kronqvist - Oxenstiernas Närmsta Man (Säsong 2)
- Lina Hedlund - Anastasia (Säsong 2 och 4) / Hövdingen (säsong 3) / Racerkvinnan (Säsong 5)
- Ebba Ribbing - Drottning Kristina (Säsong 2) / Skärva (säsong 3) / Praktikanten (Säsong 4)
- Claes Malmberg - Greve Strute (Säsong 2)
- Siw Carlsson - Rosie MacRose (Säsong 1) / Jessis mamma (Säsong 3) / Mister Master (Säsong 5)
- Ricke Furubom - Drömskurk (Säsong 1 och 2) / Jessis pappa (Säsong 3) / Ricke P, Igors högra hand Göran (Säsong 4) / Raggaren (Säsong 5)
- Anders Pemer - Ricke P:s kollega (Säsong 4) / TV-studioman (Säsong 5)
- Jeanette Capocci - Stenbritt (Säsong 3) / Solbritt, Birgit (Säsong 4)
- Mattias Lenhoff - Charles (Säsong 2-4)
- Per Andersson - Per Anders (Säsong 4)
- Anna Carlsson - Anna Carlsson
- Thomas Gjutarenäfve - Vaktchef (säsong 2) / Bumling (säsong 3) / en av "Dubbelskurkarna" (säsong 4)

## Säsonger

### Vildast i västern (säsong 1)
Vildast i Västern handlar om Jonson och Pipen, två fattiga bondsöner från Småland som rest till Amerika för att söka lyckan som cowboys och äventyrare. Men de har inte riktigt de rätta förutsättningarna, Jonson är livrädd för hästar och Pipen är så närsynt att han inte känner igen sin egen spegelbild. Tillsammans letar de efter Varg-Verners legendariska guldgruva.
| Nr | Titel                        |
| -- | ---------------------------- |
| 1  | Varg-Verners skattkarta      |
| 2  | Utan brallor på prärien      |
| 3  | Cowbojsar : snabbkurs        |
| 4  | Pipen blir sjuk              |
| 5  | Öknen är öken!               |
| 6  | Varg-Verners flamma          |
| 7  | Krutkärringens krut          |
| 8  | Det lilla tågrånet           |
| 9  | Tågtrubbel!                  |
| 10 | Jessies återkomst            |
| 11 | Poker & pruttfulla papegojor |
| 12 | Gojan som snackade goja      |
| 13 | Varg-Verners hemlighet       |
| 14 | Varg-Verners berättelse      |
| 15 | Varg-Verners guldgruva       |

### I rikets otjänst (Säsong 2)
I rikets otjänst utspelar sig under stormaktstiden där Jonson och Pipen är hemliga agenter åt drottning Kristina. Dessvärre är drottningen bara åtta år gammal, och ger grabbarna det ena knäppa uppdraget efter det andra. Samtidigt försöker Igor, en rysk skurk, stjäla Sveriges hemliga vapen.
| Nr | Titel                             |
| -- | --------------------------------- |
| 1  | Smålands sämsta drängar           |
| 2  | Häxans gåva                       |
| 3  | Greve Strutes kärleksbrev         |
| 4  | Greve Pipen                       |
| 5  | I hennes majestäts hemliga tjänst |
| 6  | Jonson blir sjuk                  |
| 7  | Svarta rosen & röda blåklockan    |
| 8  | Kärlekssånger                     |
| 9  | Den gyllene stjärnan              |
| 10 | Jonsons föräldrar                 |
| 11 | Valmöjligheter                    |
| 12 | Hem till torpet                   |
| 13 | Svarta rosen & ärke-arslet        |
| 14 | Jonson är ap-aktigt ful           |
| 15 | Slutstriden                       |

### De sista neandertalarna (Säsong 3)
De sista neandertalarna utspelar sig på stenåldern. Jonson och Pipen är Nordens sista neandertalare som desperat försöker passa in i en värld befolkad av Homo Sapiens. Jonson är en fattig luffare som drömmer om en bättre tillvaro, och Pipen är byns Vise Man som aldrig sagt ett vist ord. Tillsammans snubblar de över en mystisk skattkarta av sten, som kan leda till ett liv i ära och berömmelse. I serien medverkar också en senare inkarnation av Jonson & Pipen, i form av tidsresenärer från en okänd, ej specificerad, framtid.
| Nr | Titel                      |
| -- | -------------------------- |
| 1  | De utvalda                 |
| 2  | Mammutbajs & kompani       |
| 3  | Den vilda jakten på stenen |
| 4  | Hövdingen                  |
| 5  | Jonson, charmören          |
| 6  | Pipens patient             |
| 7  | Pipen fegar ur             |
| 8  | Vi ska ut på äventyr nu    |
| 9  | Eddi, Eddi, Eddi           |
| 10 | Stenbritts återkomst       |
| 11 | Templet från istiden       |
| 12 | Fångade i stenåldern       |
| 13 | Hjältarnas hemkomst        |
| 14 | Den magiska skatten        |
| 15 | Tillbaka till framtiden    |

### Två ufon och en rymdattack (Säsong 4)
Två ufon och en rymdattack utspelar sig i nutid (eller framtid). Den här gången är grabbarna två misslyckade agenter, som placerats på Specialpolisens UFO-avdelning - eftersom de kan göra minst skada där. Men Jonson och Pipen råkar snubbla över ett fall där riktiga utomjordingar verkligen försöker invadera Jorden.
| Nr | Titel               |
| -- | ------------------- |
| 1  | Kidnappningen       |
| 2  | Den hemliga polisen |
| 3  | Förpassade          |
| 4  | UFO-arkivet         |
| 5  | Viola               |
| 6  | En gammal fiende    |
| 7  | Jaktstugan          |
| 8  | UFO-attacken        |
| 9  | Fiendens ansikte    |
| 10 | Charles             |
| 11 | Bortförda           |
| 12 | Pipens hemlighet    |
| 13 | Statsministern      |
| 14 | Kris                |
| 15 | Slutstriden         |

### Superklant & Superfjant (Säsong 5)
Jonson och Pipen är två äggbönder som lever ett undanskymt liv i den småländska obygden. Bondgården har de ärvt efter sin moster som försvann mystiskt för tio år sedan. 
En dag när Jonson och Pipen hittar en meteorit händer det oväntade - de får superkrafter. De inser att ödet ger ansvar och bestämmer sig för att ge sig av till storstan för att bekämpa brottslighet. Men det blir inte en lätt match för två bönder som aldrig satt sin fot utanför byn.

## Utgivning
De fyra första säsongerna har getts ut på DVD av Nordisk Film, de tre första även i en DVD-box 2009.